# القرية (بوكنالة)
القرية هو دُوَّار يقع بجماعة عين مديونة، إقليم تاونات، جهة فاس مكناس في المملكة المغربية. ينتمي الدوّار لمشيخة بوكنالة التي تضم 13 دوار. يقدر عدد سكانه بـ 880 نسمة حسب الإحصاء الرسمي للسكان والسكنى لسنة 2004.

## روابط خارجية
- البوابة الوطنية للجماعات الترابية
- المندوبية السامية للتخطيط